# プエオ

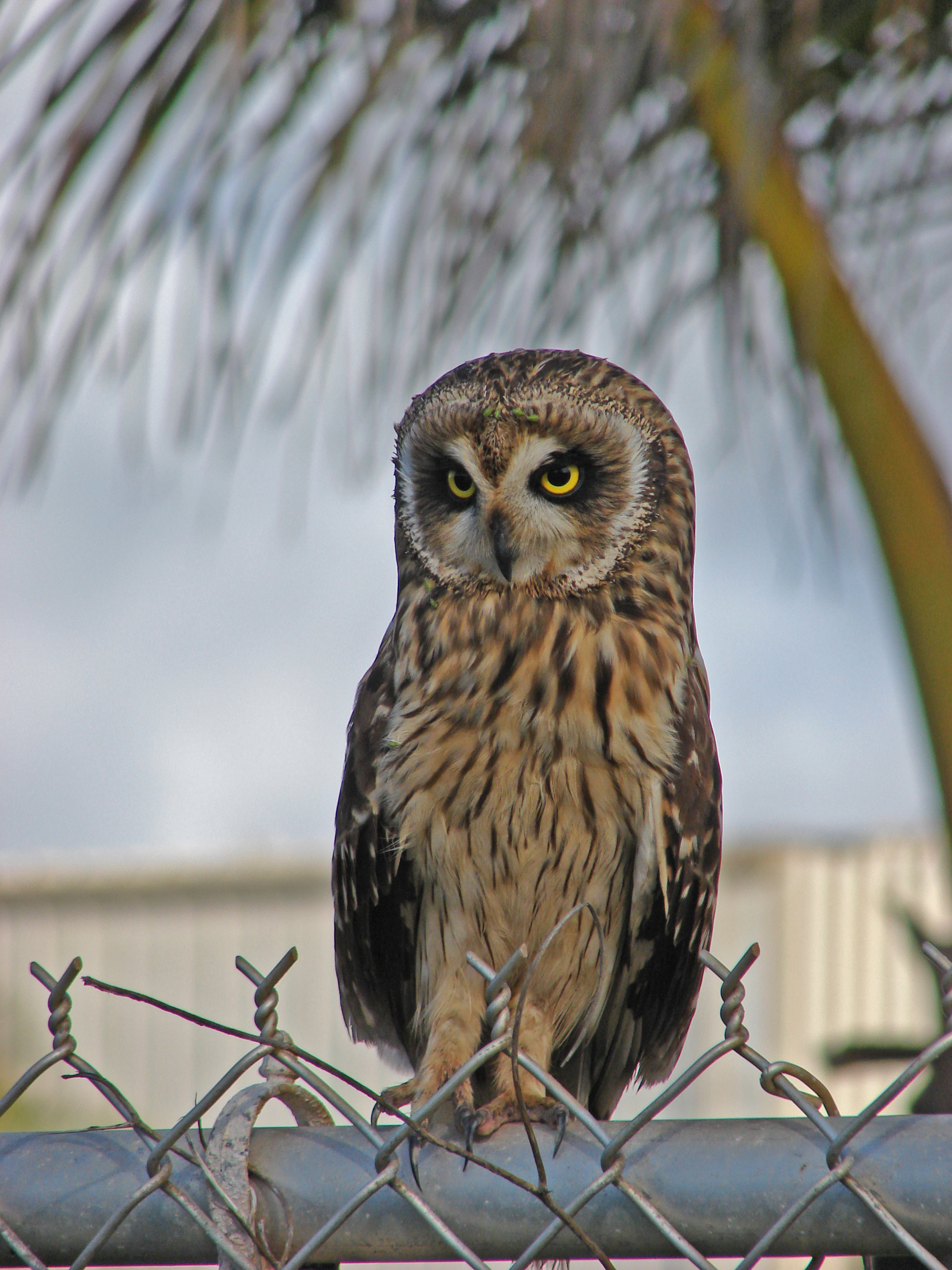
プエオ

プエオ（ハワイ語: Pueo、英語: Hawaiian short-eared owl）は、アメリカ合衆国ハワイ諸島のみに生息するコミミズクの亜種である。ハワイ・フクロウとも呼ばれる。
ハワイ人にとっては神聖な鳥で、先祖の霊が宿ると信じられている。
他のフクロウ科とは異なり昼行性。

## 参照項目
- コミミズク
- ハワイ諸島
- ネネ